# ネヴィーリエ
ネヴィーリエ（伊: Neviglie）は、イタリア共和国ピエモンテ州クーネオ県にある、人口約400人の基礎自治体（コムーネ）。

## 地理

### 位置・広がり

#### 隣接コムーネ
隣接するコムーネは以下の通り。
- マンゴ
- ネイヴェ
- トレイゾ
- トレッツォ・ティネッラ